# Charlotte Wiehe-Berény
Marie Charlotte Wiehe-Berény, född Hansen 28 augusti 1865 och död 4 september 1947 var en dansk skådespelerska.
Hon tillhörde ursprungliga danska kungliga teaterns balett, men övergick sedan till talscenen, och stod snart högt i gunst hos publiken. Efter engagemang vid varietén blev hon gift med den ungerska kapellmästaren Berény och uppträdde i av honom komponerade pantomimer. Hennes "parisiskt-pikanta", stil gjorde henne snabbt populär, och gjorde flera turnéer både i Europa och Amerika.
Hon gjorde åtminstone två turnéer i Sverige, första gången som komisk skådespelerska och operettsångerska, andra gången 1904 som vissångerska.

## Teater

### Roller (urval)
| År   | Roll                   | Produktion                                                       | Regi | Teater            |
| 1905 | Denise de Flavigny     | Lilla helgonet Florimond Hervé, Henri Meilhac och Albert Millaud |      | Östermalmsteatern |
| 1906 | Drottning av Stamanien | Lilla drottningen Léon Xanrof och Michel Carré                   |      | Östermalmsteatern |